# Moisés Bensabat Amzalak
Moisés (o Moisés) Bensabat Amzalak fue un académico, economista y líder de la Comunidad Israelita de Lisboa. Nacido y muerto en Lisboa (4 de octubre de 1892 – 6 de junio de 1978) fue profesor universitario de economía, con obras sobre temas navales, y estudioso de la presencia judía en la península ibérica, particularmente en Portugal.
Autor prolífico, ha publicado más de 300 títulos, ha publicado varios libros sobre temas tan diversos como asuntos comerciales, historia económica (portuguesa y brasileña), historia del pensamiento económico, economía, historia judeoportuguesa. Considerado uno de los más grandes economistas portugueses de todos los tiempos, cuya obra aún está por descubrir, y la recopilación de todos sus textos, de sus obras completas, es urgente para ser conocida por la comunidad científica y el público en general.
Sus buenas relaciones con el régimen del Estado Novo y su amistad y apoyo a Salazar fueron fundamentales en la tolerancia que tuvo Lisboa con la acogida de refugiados judíos de la persecución nazi y la instalación en Portugal de sucursales de agencias de apoyo a estos mismos refugiados. Entre muchas otras operaciones, vale la pena mencionar la operación extremadamente valiosa, activamente humanitaria y con repercusión política, de negociaciones, recepción y recepción de miles de fugitivos de la Segunda Guerra Mundial en colaboración con el Profesor Leite Pinto, Director Gerente de la Companhia de Caminhos. de Ferro de Beira Alta. En ese momento, se organizaron decenas de trenes, "los trenes Wolfram" llenos de refugiados de Berlín y otras ciudades europeas que traían refugiados a Portugal. La línea férrea Beira-Alta era, según Leite Pinto, el “Camino al Cielo” para miles de personas que, desoladas, habían atravesado una España desolada.

## Vida académica
Moisés Bensabat Amzalak ha tenido una larga y fructífera carrera académica. Ocupó varios cargos académicos, de los cuales se destaca como profesor y director del ex Instituto Superior de Comércio, luego Instituto Superior de Ciências Económicas e Financeira, y actualmente el Instituto Superior de Economia e Gestão. Fue vicerrector de la Universidad Técnica de Lisboa (en 1931-34 y 1944-1956 y Rector de 1956 a 1962, habiendo sido director de ISCEF de 1933-44).
Doctor honoris causa en varias universidades, (Burdeos en 1935, Estrasburgo, Caen, París en 1950, Lyon, Toulouse, Argel, Poitiers, Aix-Marseille, también fue profesor en numerosas universidades como la de Jerusalén o Oxford.
Miembro efectivo de la Academia de Ciencias de Lisboa, presidente de la clase de Letras y, posteriormente, presidente de la propia Academia.
Miembro, e incluso presidente, de numerosos jurados de doctorado y como profesor titular en la Universidad Técnica de Lisboa, también formó parte de los jurados de concurso en el Ministerio de Asuntos Exteriores, por lo que conocería y se encontraría con varias generaciones. de diplomáticos portugueses.
En el período inmediatamente posterior a la Primera Guerra Mundial, Moisés Amzalak, encabezó un encuentro de economistas, del que participó el entonces regente de la cátedra de Finanzas en Coimbra, Oliveira Salazar.
Se puede encontrar una colaboración de su autoría en la revista Anais das bibliotecas, archivo y museos municipales (1931-1936).

## Vida profesional
Moisés Amzalak era administrador del diario O Século, propiedad de Sacor y miembro de la Junta Directiva de la Asociación Comercial de Lisboa. Fue abogado de la Cámara Corporativa.
El 18 de febrero de 1935, en el diario O Século, como es habitual, se publicó un suplemento especial y complementario dedicado a la Alemania nazi. Según Milgram, este fue el principal motivo de la concesión de la condecoración de la Cruz Roja Alemana, unos días después, por parte del embajador alemán. Aproximadamente dos años después, Amzalak pidió al embajador una miniatura de la decoración, comentando a Milgram que esto sucedió cuando los judíos alemanes ya sufrían la violación de sus derechos y el saqueo de sus bienes.
Recibió los siguientes grados de las Órdenes Honoríficas portuguesas: Oficial de la Orden Militar de Sant'Iago da Espada (2 de febrero de 1928), Gran Cruz de la Orden Civil del Mérito Agrícola e Industrial - Clase Industrial (5 de octubre de 1930) y Gran Cruz de la Orden de Instrucción Pública (15 de mayo de 1945). También recibió el grado de Gran Oficial de la Orden de Río Branco de Brasil (16 de mayo de 1969) y Gran Oficial de la Orden Nacional de la Legión de Honor de Francia (22 de noviembre de 1972).

## Judaísmo
Moisés Bensabat Amzalak fue una de las figuras más destacadas de la Comunidad Israelí de Lisboa (CIL), especialmente a finales del siglo XIX y primera mitad del XX. Hijo de Leão Amzalak (quien junto con Abraham Anahory fue uno de los "responsables" del renacimiento del judaísmo en Portugal, fue miembro de la Sinagoga y miembro de la Junta de la Comunidad desde su fundación en 1912, cuando se eligieron los primeros órganos de administración, de la que se alejará hasta su muerte en 1978, 66 años después.
En 1928, coordinó la publicación del primer y único número de la Revista de Estudos Hebraicos, editada por el Instituto de Estudos Hebraicos de Portugal, en la que participaron algunas de las figuras más destacadas de la cultura portuguesa de la época, como José Leite de Vasconcelos, Joaquim de Carvalho, Augusto da Silva Carvalho y Artur Carlos de Barros Basto.
De hecho, en cuanto a la actividad de Artur Carlos de Barros Basto, Moisés Amzalak fue, desde muy joven, uno de los partidarios de la reinserción de los marranos al judaísmo, habiendo sido padrino de boda de Artur Carlos de Barros Basto con Léa Azancot, de CIL.

## Controversias
En 2007, el historiador António Louçã, en colaboración con Isabelle Paccaud, publicó un libro, O Segredo da Rua D'O Século, con las conclusiones de ambos autores sobre las conexiones y el apoyo de Amzalak al régimen nazi.
El libro causó considerable controversia cuando reveló que el Barón Oswald von Hoyningen-Huene, en febrero de 1935, varios meses antes de la publicación de las Leyes de Núremberg y unos dos años después de la Ley de Restauración del Servicio Civil, solicitó que Amzalak recibiera el Primer Cruz al Mérito de Clase de la Cruz Roja Alemana (DRK), una organización humanitaria civil que se había integrado en el Comité Internacional de la Cruz Roja antes de la Primera Guerra Mundial.
Estudios que comenzaron a publicarse en la década de 1990 revelaron que la Cruz Roja Alemana estaba completamente subordinada a la autoridad e ideología nazi y que la Cruz Roja Alemana había adoptado la ideología nazi en las primeras semanas de la dictadura, purgando judíos y otras personas consideradas indeseables de sus cuadros Sin embargo, la Cruz Roja Alemana solo se integró en el Ministerio del Interior en 1938, convirtiéndose así oficialmente en un organismo nazi.
Esther Mucznik, una de las líderes de la comunidad judía de Lisboa, defendió la reputación de Amzalak. Mucznik considera que la aceptación de la medalla por parte de M. Amzalak constituye una "mancha indeleble", pero destacó el notable trabajo realizado por Amzalak durante la guerra y también señaló que las acciones de Amzalak de 1935 a 1937 no pueden evaluarse adecuadamente a la luz de lo que sucedió después y lo que sabemos hoy sobre el Holocausto.
El historiador Avraham Milgram al principio se negó a creer que se había otorgado la medalla, pero luego tuvo que reconocer su existencia.
Sin embargo, Avraham Milgram piensa que antes del inicio de la Segunda Guerra Mundial, Amzalak, al igual que el Papa Pío XII (Eugenio Pacelli), consideraba a Alemania como un baluarte importante contra el comunismo y que Amzalak, al igual que Pío XII, estaba equivocado en su evaluación de la actitud del régimen nazi hacia los judíos. Sin embargo, a partir de 1938, Amzalak cambió esa opinión y, durante la guerra, desempeñó un papel importante en el apoyo a los refugiados judíos.
De hecho, Hoyningen-Huene no se identificaba ni con la ideología nazi ni con las políticas antisemitas del gobierno alemán. En su expediente en el Ministerio de Asuntos Exteriores alemán hay varias invitaciones que le dirigió el Partido Nazi y a las que nunca respondió. En Lisboa tomó algunas actitudes que no le dejaron muy bien visto por las autoridades alemanas, llegando al punto de prohibir el uso de uniformes nazis por parte de los miembros del cuerpo diplomático en Lisboa. Hoyningen-Huene siempre se mantuvo al margen del antisemitismo nazi, lo que se evidencia claramente en una carta de Albert Nussbaum, judío a cargo de Comlux en Lisboa (una organización de apoyo a los refugiados de Luxemburgo) dirigida al Ministro de Asuntos Exteriores de Luxemburgo en el exilio, desde 25 de enero de 1941 y perteneciente a los Archivos Nacionales de Luxemburgo. En esa carta Albert Nussbaum escribe “Tengo que informarles que el consulado alemán prorroga, durante seis meses, sin ninguna dificultad, las tarjetas de identidad luxemburguesas (de judíos luxemburgueses) contra el pago de 10 escudos y las autoridades portuguesas reconocen esta prórroga”.

## Algunas obras publicadas
- El acto de navegación - Lisboa, Typ. La Becarré, 1911
- Pedro de Santarém Santerna ( sic ): jurisconsulto portugués del siglo XVI - Lisboa 1914
- La fibra de lana - Lisboa, Typ. del Anuario Comercial, 1916
- Economía política en Portugal: el diplomático Duarte Ribeiro de Macedo y sus discursos sobre economía política - Lisboa, Oficina Gráfica Museu Comercial, 1922
- Mutualismo y cooperativismo en la industria pesquera del bacalao - Lisboa, Tipografia da Empresa Diário de Notícias, 1923
- Armamento marítimo - Lisboa, 1924
- La ética de los padres, de Pirké Ábót (traducción del hebreo) - Lisboa, Imprensa Nacional, 1927
- Abraham Pharar: judío del destierro de Portugal - Lisboa, Graphic Museum Commercial 1927
- Una interpretación de la firma de Cristovam Colombo, Lisboa, sn, 1927
- Paseo de gramáticas hebreas portuguesas Gramáticos, 1928
- La embajada enviada por el rey D. João IV a Dinamarca y Suecia : notas y documentos - Lisboa, Taller de Gráfica del Instituto Superior do Comércio de Lisboa, 1930
- Previsiones económicas - Lisboa, Biblioteca de Altos Estudos 1938
- Economistas brasileños: José da Silva Lisboa, Visconde de Cain ( sic ), 1756-1835, Coimbra, Coimbra Editora, 1942
- Contabilidad e historia económica - Oporto, Tipografia Costa Carregal 1943
- El "Tratado de Seguros" de Pedro de Santarém - Lisboa, 1958